# ФК „Ароука“
„Ароука“ (порт. Futebol Clube de Arouca) – португалски футболен клуб, от едноименното 22 хилядно градче Ароука, окръг Авейру, състезаващ се в Лига НОС. Основан през 1951 година. Домакинските си срещи играе на градския стадион в Ароука с капацитет 5000 зрители.

## История
В по-голямата част от историята си, „Ароука“ провежда в регионалните лиги. От 2000 година започва постепенното изкачване на клуба нагоре в йерархията на португалския футбол. През сезон 2010/2011 клубът прави своя дебют в Лига Онра, и в първия си сезон печели 5-о място.
През сезон 2011/2012 Ароука заема 13 място само на две точки от изпадащите.
През сезон 2015/16 заема 5-о място. Най-голямото постижение в историята му и придобива правото да играе в Лига Европа

## Известни игачи
- Иван Балю
- Кристиан Себалос
- Роберто
- Жоеано

## Български футболисти
- Павел Христов: 2005/06